# 다이너스티 (2017년 드라마)
《다이너스티》(영어: Dynasty)는 2017년부터 2022년까지 방영된 미국의 드라마이다.